# Aja Kim
Aja Kim é uma cantora e compositora norte-americana. Ela é ex-vocalista da banda cover The Iron Maidens.